# Utca (képregény)
Az Utca egy kitalált hely a Marvel Comics képregényeiben.

## Története
A járat- és alagútrendszert az amerikai kormány építette az 1950-es években a hidegháború idején óvóhelyként. Az alagútrendszer hatalmas kiterjedésű; New York, New Jersey és Connecticut alatt terül el. Főcsatornája Manhattan alatt húzódik és valamivel több mint 15 méter magas. Az alagút a hidegháború után feleslegessé vált, a katonaság elhagyta, a lakosság pedig nem is szerzett tudomást a létezéséről.
Évekkel később a Callisto nevű mutáns felfedezte az alagutat, amit az általa alapított Morlockok birtokba is vettek.
Az Utca egy része megsemmisült és elnéptelenedett, mikor a Martalócok nevű zsoldos mutáns csapat kiirtotta az ott élő Morlockok nagy részét.